# Shahrestān di Bandar-e-Gaz
Lo Shahrestān di Bandar-e-Gaz (farsi شهرستان بندر گز) è uno dei 14 shahrestān della provincia del Golestan, in Iran. Il capoluogo è Bandar-e-Gaz. Lo Shahrestān è suddiviso in 2 circoscrizioni (bakhsh):
- Centrale (بخش مرکزی)
- Now Kandeh (بخش نوکنده)